# ダルマヴァンシャ王
ダルマヴァンシャ王（ダルマヴァンシャおう、Dharmawangsa, ? - 1016年）は、インドネシア、ジャワ島に繁栄したクディリ王国（イサナ朝）の君主（在位：991年 - 1016年）。

## 生涯
初代のムプ＝シンドク王からは曾孫にあたる。孫にあたるマクタワンサ・ワルダナの娘でバリ王ウダヤナに嫁いだマヘンドラダッタの兄弟かあるいは姉妹の夫、つまりマクタワンサ・ワルダナの義理の息子と考えられている。ダルマヴァンシャの時代に『マハーバーラタ』全18巻の少なくとも3巻の古ジャワ語訳がなされ、彼の治世の建物もジャワ独自の建築様式のものが建てられるようになった。ところで野心家であるダルマヴァンシャにとって、シュリーヴィジャヤによって海上貿易の利が独占されていることは耐え難いことであった。そのため、即位後間もない時期にマレー、スマトラ方面へ出兵し、シュリーヴィジャヤの勢力圏を一時的に支配することに成功した。このことは、シュリーヴィジャヤ側から北宋へジャワの王を指導してほしいという使いが送られたとか、三仏斉の使者がチャンパー王国までしか帰還できなかったという記録から確認できるという。一方で1006年にシュリーヴィジャヤによって報復がなされたという説もある。少なくとも、ダルマヴァンシャの成功とおもわれたこの出兵は、1016年にダルマヴァンシャの娘とバリ王ウダヤナとマヘンドラダッタとの間に生まれたアイルランガ（エルランガ）との結婚式をねらって、地方領主の一人ウラウリ王の反乱が起こされ、ダルマヴァンシャ王以下高官はことごとく殺害され、王都には火が放たれ破壊された。この事件は、プチャンガンのプラサスティに古代インドの宇宙的時間の単位である「劫」の終わりにおける全宇宙の消滅を意味する「プララヤ」という言葉で表現され、伝えられている。この反乱については背後にシュリーヴィジャヤがいたという説もある。ジャワ島は、「プララヤ」以来しばらくは小王国の分裂割拠時代となった。